# Al Ain Football Club
O Al Ain Football Club é um clube de futebol da cidade de Al Ain, nos Emirados Árabes Unidos. Fundada em 1968, a equipe é bicampeã da Liga dos Campeões da Ásia, títulos conquistados em 2003 e 2024.
A equipe, além de ser a mais bem sucedida dos Emirados Árabes Unidos, está entre as melhores do continente asiático e é a única do país a conquistar título da Champions da Ásia.
Ganhou destaque internacional em dezembro de 2018, ao eliminar o River Plate, campeão da Libertadores, e chegar à final do Mundial de Clubes da Fifa. Com a façanha, se torna a primeira equipe do Oriente Médio a chegar à final do torneio. O destaque pela classificação do clube foi o atacante brasileiro Caio Lucas Fernandes, que nunca jogou uma partida oficial no Brasil. Eleito o melhor jogador em campo, Caio Lucas anotou o segundo gol do Al Ain na partida, que para ele, foi a mais marcante de sua carreira como atleta.

## Jogadores notáveis
- José Sand
- Dodô
- Emerson Sheik
- Michel Bastos
- Rodrigo Mendes
- Jorge Valdivia
- Asamoah Gyan
- Abedi Pelé
- Mustapha Hadji
- Luís Mina
- Mirel Rădoi
- Filipe Vaz

## Treinadores de destaque
- Tite
- Alexandre Gallo
- Toninho Cerezo
- Anghel Iordănescu
- Cosmin Olăroiu
- Ilie Balaci
- Alain Perrin
- Bruno Metsu
- Abdulhamid Almustaki
- Quique Flores
- Walter Zenga
- Milan Macala
- Winfried Schäfer
- Hernán Crespo

## Títulos
| CONTINENTAIS | CONTINENTAIS               | CONTINENTAIS | CONTINENTAIS |
|              | Competição                 | Títulos      | Temporadas |
| ------------ | -------------------------- | ------------ | --- |
|              | Liga dos Campeões da AFC   | 2            | 2003 e 2023-24 |
|              | Copa do Golfo              | 1            | 2001 |
| NACIONAIS    |                            |              | |
|              | Competição                 | Títulos      | Temporadas |
|              | Campeonato Emiradense      | 14           | 1976-77, 1980-81, 1983-84, 1982-93, 1997-98, 1999-00, 2001-02, 2002-03, 2003-04, 2011-12, 2012-13, 2014-15, 2017-18 e 2021-22 |
|              | Copa do Presidente         | 7            | 1998-99, 2000-01, 2004-05 2005-06, 2008-09, 2013-14 e 2017-18                                                                 |
|              | UAE Federation Cup         | 3            | 1988-89, 2004-05 e 2006-07 |
|              | UAE Vice President Cup     | 2            | 2004-05 e 2005-06 |
|              | UAE Super Cup              | 5            | 1994, 2003, 2009, 2012 e 2015                                                                                                 |
|              | Etisalat Emirates Cup      | 1            | 2008-09 |
|              | Abu Dhabi Championship Cup | 2            | 1973-74 e 1974-75 |